# Lintusaari (ö i Mellersta Finland, Jyväskylä, lat 62,27, long 25,95)
Lintusaari är en ö i Finland. Den ligger i sjön Leppävesi och i kommunen Jyväskylä i den ekonomiska regionen  Jyväskylä ekonomiska region  och landskapet Mellersta Finland, i den centrala delen av landet, 240 km norr om huvudstaden Helsingfors. Öns area är 0,3 hektar och dess största längd är 70 meter i nord-sydlig riktning.